# Edi Semedo
Edi Mauricio Sanches Semedo (nascut el 6 de gener de 1999) és un futbolista portuguès que juga de davanter al FC Penafiel.

## Carrera de club
El 7 de juliol de 2019, Semedo va fitxar amb l'Belenenses SAD procedent del Benfica. Semedo va debutar amb l'Belenenses SAD en una derrota per 2-0 a la Primeira Liga davant el Gil Vicente el 12 de gener de 2020.
L'11 d'agost de 2021 es va incorporar al FC Penafiel.

## Vida personal
Nascut a Portugal, Semedo és d'ascendència capverdiana.